# Tony Estanguet
Pour l’article homonyme, voir Estanguet.
Tony Estanguet, né le 6 mai 1978 à Pau, est un athlète et un dirigeant sportif français spécialiste du canoë monoplace slalom (C1) dont la carrière au plus haut niveau international s'étend de 2000 à 2012.
Originaire des Pyrénées-Atlantiques, Estanguet est triple champion olympique de C1 slalom, à Sydney en 2000, à Athènes en 2004 et à Londres en 2012. Il est le seul athlète français avec Teddy Riner à avoir gagné trois médailles d’or en individuel dans trois Olympiades différentes, et également triple champion du monde (2006, 2009, 2010). Il est le porte-drapeau de la délégation française aux Jeux olympiques de 2008 à Pékin et met fin à sa carrière sportive en novembre 2012.
Dès lors, il devient co-président du comité de candidature Paris 2024, candidat à l’organisation des Jeux olympiques et paralympiques d'été en 2024. Après le vote favorable des membres du CIO réunis à Lima lors de leur 131e session, Tony Estanguet prend la présidence du comité d'organisation des Jeux olympiques de Paris 2024. Malgré plusieurs polémiques avant la compétition, la qualité de l'organisation de l'évènement, sa réussite appréciée internationalement, et le travail de Tony Estanguet sont salués à l'issue des Jeux par de nombreux observateurs et le Président de la République Emmanuel Macron. Membre du Comité International Olympique en tant qu'élu à la commission des athlètes, de 2013 à 2021, il redevient le cinquième français membre de l'institution en mars 2025.  

## Biographie

### Carrière sportive
Il est licencié au Club universitaire palois Pyrénées-Eaux vives (Pyrénées-Atlantiques).
Issu d'une famille de céistes, il est le frère cadet d'Aldric Estanguet et de Patrice Estanguet, médaillé de bronze dans la même discipline aux Jeux d'Atlanta en 1996 ; ils ont pratiqué le canoë ou le kayak grâce à leur père, Henri Estanguet, trois fois vice-champion de France et quatrième aux Mondiaux 1981.
Après des débuts très prometteurs, dans les catégories de jeunes, Tony remporte sa première manche de Coupe du Monde en 1996 et se qualifie pour ses premiers championnats du monde en 1997, au Brésil, à Três Coroas. Encore un peu frêle, il n'obtient pas de résultats significatifs en course, laissant la vedette au duo champion olympique en titre, Adisson-Forgues (qui sera titré en canoë biplace C2).
1998 et 1999 seront pour lui des années d'apprentissage, au contact d'une génération à l'époque en fin de carrière, mais toujours très rapide et extrêmement habituée aux grands rendez-vous internationaux (avec notamment Emmanuel Brugvin, son frère Patrice Estanguet ou Hervé Delamarre).
Lors de l'année 2000, les deux frères (Patrice et Tony) doivent lutter pour s'offrir le 2e billet disponible derrière Emmanuel Brugvin, qualifié en tant que champion du monde en titre. L'explication a lieu à Foix (Ariège), sur le bassin du Rebech. Au bout de trois courses de haut niveau où les deux athlètes ne commettent pas une faute, le cadet écarte l'aîné pour décrocher sa première sélection. Il a ainsi la double pression de représenter son pays mais également de la part de son frère qui pouvait légitimement envisager le titre olympique en cas de qualification. Il entame alors parfaitement sa préparation en remportant son premier titre de champion d'Europe, quelques mois avant les Jeux.
Il remporte la médaille d'or aux Jeux olympiques d'été de 2000 à Sydney. C'est également le début d'une longue rivalité avec le Slovaque Michal Martikán, second de la course et athlète plus jeune d'une année que Tony mais qui a pourtant déjà été sacré aux Jeux olympiques d'été de 1996.
L'année suivante, les championnats du monde de canoë-kayak qui devaient se dérouler aux États-Unis sont annulés après les attentats du 11 septembre 2001.
En 2002, il espère enfin remporter le seul titre qui lui manque lors des championnats du monde qui se déroulent en France au Stade Claude Peschier de Bourg-Saint-Maurice. Mais il chute en demi-finale, blessé au poignet par une chute en VTT quelques jours auparavant ; l'honneur de la famille étant toutefois sauvé par son frère Patrice qui remporte la médaille de bronze. Tony sera marqué par cet échec, qu'il ira jusqu'à qualifier de "faute professionnelle".
En 2003, bien que battu par Michal Martikán lors des championnats du monde, il remporte la coupe du monde. Au début de 2004, il se sélectionne relativement facilement pour les Jeux olympiques d'été de 2004 à Athènes. Là, il remporte de 12 centièmes de seconde la médaille d'or face à Michal Martikán, venant confirmer ainsi sa victoire lors de la coupe du monde. La victoire fut très longue à se dessiner, les arbitres de la course finissant par infliger, après de pesantes minutes de retard, une pénalité à Michal Martikán pour une très légère touche (valant +2 s en temps) sur une des "portes" du parcours.

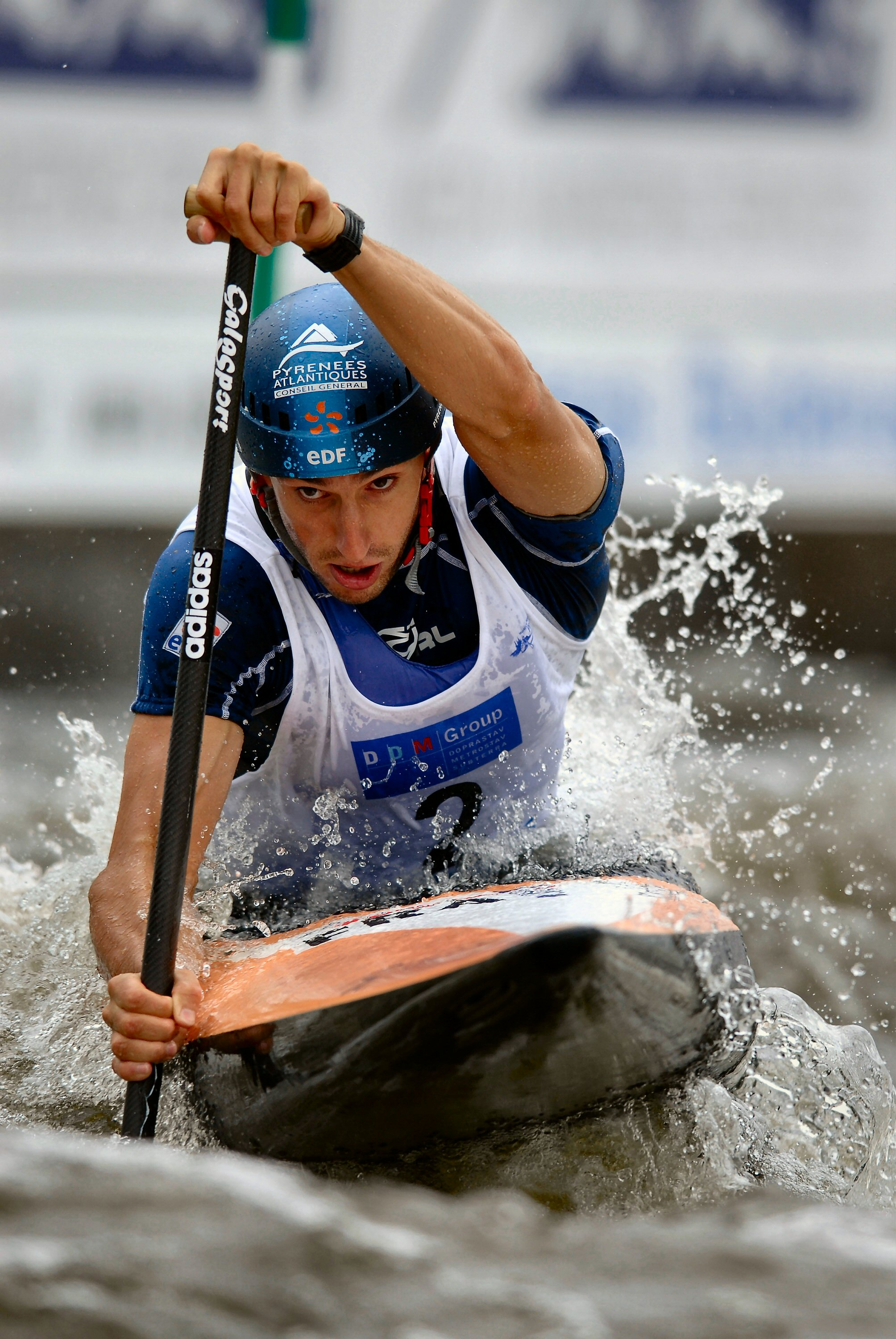
Tony Estanguet lors des Championnats du monde 2006.

En 2006, il décroche à Prague le titre de champion du monde qui lui manquait, juste devant son grand rival Martikán. C'est une délivrance pour le champion, pour qui ce titre, le plus difficile à obtenir car décroché face à une opposition bien plus grande qu'aux Jeux olympiques, constituait un vrai manque à son palmarès. Un titre de champion d'Europe, conquis à L'Argentière-la-Bessée dans les Alpes françaises avait au préalable parfaitement lancé sa saison.
L'année suivante, l'ordre sera inversé aux championnats du monde de Foz do Iguaçu, Martikán terminant juste devant Estanguet.
Le 8 août 2008, il est le porte-drapeau de la délégation française lors de la cérémonie d'ouverture des Jeux olympiques 2008 de Pékin.
Le 12 août 2008, il est cependant éliminé à la surprise générale en demi-finale de la compétition, terminant 9e au classement final. Ainsi, ses espoirs de gagner une troisième médaille d'or consécutive dans une même discipline, exploit inédit en France, s'envolent. Il refusera cependant de mettre cet échec sur le dos de son statut de porte-drapeau, préférant admettre qu'il n'avait jamais su dompter le très tumultueux bassin de Pékin.
Après une période de flottement fin 2008, il décide de reprendre la pagaie avec un nouvel entraîneur : Sylvain Curinier, d'abord simplement pour la saison 2009, puis, la motivation revenant, pour toute l'olympiade précédant les Jeux olympiques 2012. Il est récompensé de sa ténacité par un nouveau titre de champion du monde à La Seu d'Urgell, bassin pyrénéen catalan guère éloigné de son domicile palois.
En 2010, il continue de faire partie de l'équipe de France de canoë-kayak slalom et remporte une nouvelle fois un titre de champion du monde aux championnats du monde de slalom à Tacen en Slovénie.
Durant cette longue période, il est aussi largement dominateur sur la scène française en remportant huit titres de champion de France sénior (18-35 ans).
Champion d'Europe 2011 à Seu d'Urgell (bassin espagnol), Tony s'impose et semble dominer réellement ses adversaires, laissant Martikán aux portes des demi-finales.
Tony Estanguet a été choisi comme athlète modèle pour le canoë-kayak à l'occasion des premiers Jeux olympiques de la jeunesse d'été à Singapour. Durant les JOJ, les athlètes modèles ont pour rôle de guider les jeunes athlètes en restant avec eux au village, en assistant aux compétitions et en participant à l'activité « Discussion avec les champions ».
Le 31 juillet 2012, il obtient un troisième titre olympique aux Jeux d'été de Londres. Il devient ainsi le premier français triple champion olympique en individuel et dans la même discipline.
Le 29 novembre 2012, à 34 ans, il annonce lors d'une conférence de presse au stade d’Eaux Vives Pau Béarn Pyrénées qu'il a décidé de prendre sa retraite sportive. Un message sur twitter suivra, où il dira qu'il a décidé de prendre sa retraite sportive, affichant une photo où il tient ses trois médailles d'or olympiques, un des plus beaux palmarès de son sport.

#### Duel avec Martikán
Tony Estanguet développe, tout au long de sa carrière, une relation très particulière avec le Slovaque Michal Martikán, dans ce qui constitue l'un des grands duels du sport moderne. Entre 1996 et 2012, ils remportent à eux deux les cinq titres olympiques mis en jeu (deux pour Martikán, et trois pour Estanguet) et 7 des 10 titres de champion du monde (quatre pour Martikán, trois pour Estanguet ; seuls ceux de 1999 — Emmanuel Brugvin, 2005 — Robin Bell, à domicile, et 2011 — Denis Gargaud Chanut — leur échappent) ; terminant d'ailleurs bien souvent réciproquement deuxième derrière l'adversaire privilégié et écœurant toute une génération de céistes face au manque de place au sommet.
Sans qu'on puisse parler d'amitié, un profond respect mutuel caractérise la relation entre le petit, passablement taciturne, extrêmement musclé et surdoué athlète slovaque et le champion français, beaucoup plus grand, plus mince et plus ouvert.
Un reportage d'Arte a été consacré à cette confrontation arbitrée par le chronomètre, dans la série de la chaîne franco-allemande consacrée aux « Grands Duels du sport ».

### Comité international olympique

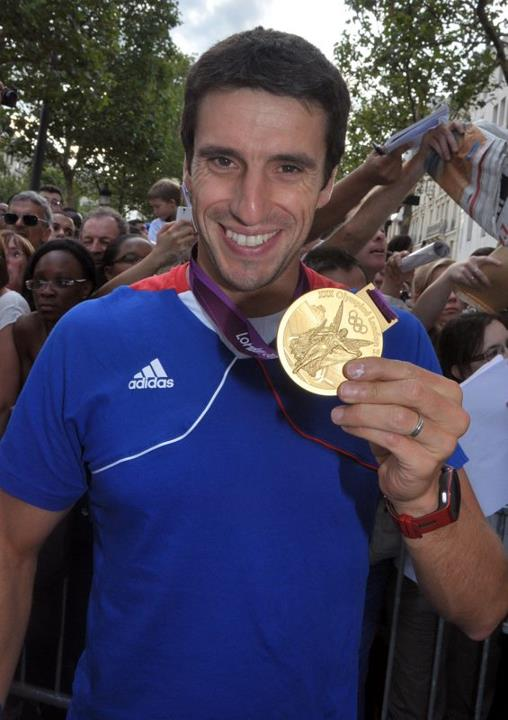
Tony Estanguet au défilé des médaillés après son 3e titre à Londres en 2012.

Le 11 août 2012, il est élu par ses pairs à la commission des athlètes du Comité international olympique (CIO) pour une durée de huit ans, les trois autres élus lors de cette session étant la Slovaque Danka Barteková, la Zimbabwéenne Kirsty Coventry, et l'Australien James Tomkins,. Son élection est annulée le lendemain par le CIO et soumise à la décision du Tribunal arbitral du sport en raison d'un appel fait par la délégation du Japon et de Taïwan, dont le candidat japonais Kōji Murofushi champion olympique du lancer du marteau et taïwanais Chu Mu-yen, spécialiste de Taekwondo, avaient été exclus de l'élection pour avoir fait campagne en dehors des périmètres autorisés,. Le Tribunal arbitral du sport déboute Chu Mu-Yen le 15 mars 2013, puis Kōji Murofushi le 22 mai 2013. À la suite de ces décisions, Tony Estanguet intègre de fait la commission des athlètes du CIO et devient membre de l'institution internationale pour une période de huit ans,, où il rejoint ses compatriotes Jean-Claude Killy et Guy Drut. L'intronisation de Tony Estanguet, mais aussi de Danka Bartekova, James Tomkins et Kirsty Conventry, en tant que membre du CIO est formellement avalisée par ses pairs lors d'un vote tenu à l'occasion d'une réunion à Lausanne les 3 et 4 juillet 2013.
En janvier 2014, il est désigné par le CIO pour représenter le mouvement olympique au sein du comité exécutif de l'Agence mondiale antidopage (AMA) pour une durée d'un an. Ce comité exécutif est composé de douze membres, six représentant le mouvement sportif et six autres des autorités publiques.

### Carrière de dirigeant sportif
Tony Estanguet est par ailleurs issu de la promotion 2004-2005 du master spécialisé part-time « Sport, Management et Stratégies d'entreprise » de l’ESSEC. Dans le cadre de ce programme, il a rédigé en 2005 un mémoire commandé par le ministère de la Jeunesse, des Sports et de la Vie associative sur « le développement des sports de nature en milieu urbain ».
Tony Estanguet soutient la Fondation du Sport. Il a par exemple tourné un film dans le cadre du programme « Bien Manger, C'est Bien Joué ! », un programme d'éducation nutritionnelle et de sensibilisation à l'importance de l'activité physique pour les enfants.
En décembre 2010, il rejoint la « Dream Team RMC Sport » et est chroniqueur chaque samedi matin dans les Grandes Gueules du sport animée par Gilbert Brisbois et Serge Simon sur RMC, aux côtés de consultants de l'antenne comme Maryse Éwanjé-Épée, Brahim Asloum ou Thomas Lombard.
Le 11 août 2012, Tony Estanguet devient officiellement membre du Comité international olympique pour une période de huit ans après avoir été élu à la Commission des Athlètes de l'institution internationale par ses pairs olympiens lors des Jeux de Londres. Il est vice-président de la commission des athlètes du CIO de 2016 à 2018 et est l'un des trois membres français actifs du CIO, aux côtés de Guy Drut et de Jean-Christophe Rolland, jusqu'à la fin de son mandat en 2021.
En décembre 2012, il intègre une nouvelle cellule chargée des relations internationales du sport français, dirigée par Bernard Lapasset et placée sous l’égide du CNOSF. La mission de cette cellule, confiée par la ministre des Sports Valérie Fourneyron, est de promouvoir les candidatures françaises à l'organisation des JO.
En 2014, il est élu vice-président de l'ICF.
Tony Estanguet est membre du collectif des Champions de la Paix de Peace and Sport, engagés personnellement en faveur du mouvement de la paix par le sport.

#### Jeux olympiques et paralympiques 2024

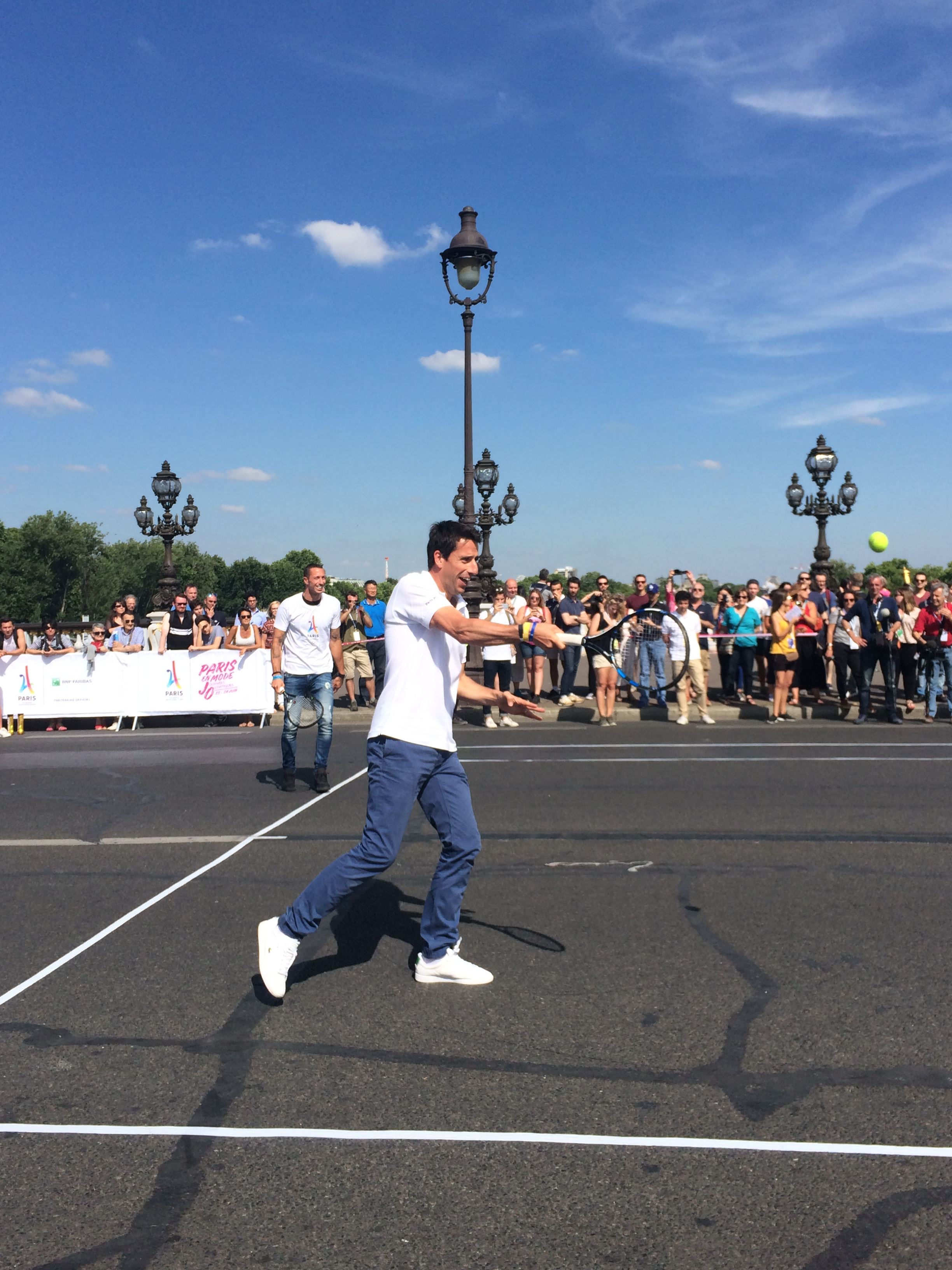
Tony Estanguet effectuant une démonstration de tennis sur le pont Alexandre-III lors de la journée olympique en juin 2017.

Dans le cadre de sa mission au Comité français du sport international, il contribue à une étude d’opportunité sur une candidature de Paris aux Jeux olympiques d’été de 2024. Remise le 12 février 2015 au mouvement sportif, à l’État et aux collectivités, cette synthèse permet la création d’une association consacrée à la candidature Paris 2024 en avril 2015. Tony Estanguet en prend la coprésidence avec Bernard Lapasset, président.
Le 23 juin 2015, la France déclare officiellement sa candidature depuis le CNOSF. Le 4 décembre 2015, Tony Estanguet intervient lors de la COP 21. À cette occasion, il revient sur l’ambition du projet Paris 2024, notamment sur les aspects de durabilité. À la tribune, il évoque l’ambition de mener des Jeux « propres et responsables » . Le 9 février 2016, le comité de candidature Paris 2024 dévoile son logo sur l’Arc de Triomphe. Le 17 février 2016, le comité de candidature présente sa vision des Jeux ainsi que le concept et les sites retenus depuis la nouvelle enceinte de la Philharmonie,.
Le 13 septembre 2017, Paris est officiellement désignée ville hôte des Jeux olympiques d'été de 2024 lors de la 131e session du CIO à Lima, au Pérou. Il prend alors la présidence du comité d'organisation des Jeux olympiques et paralympiques d'été de 2024.

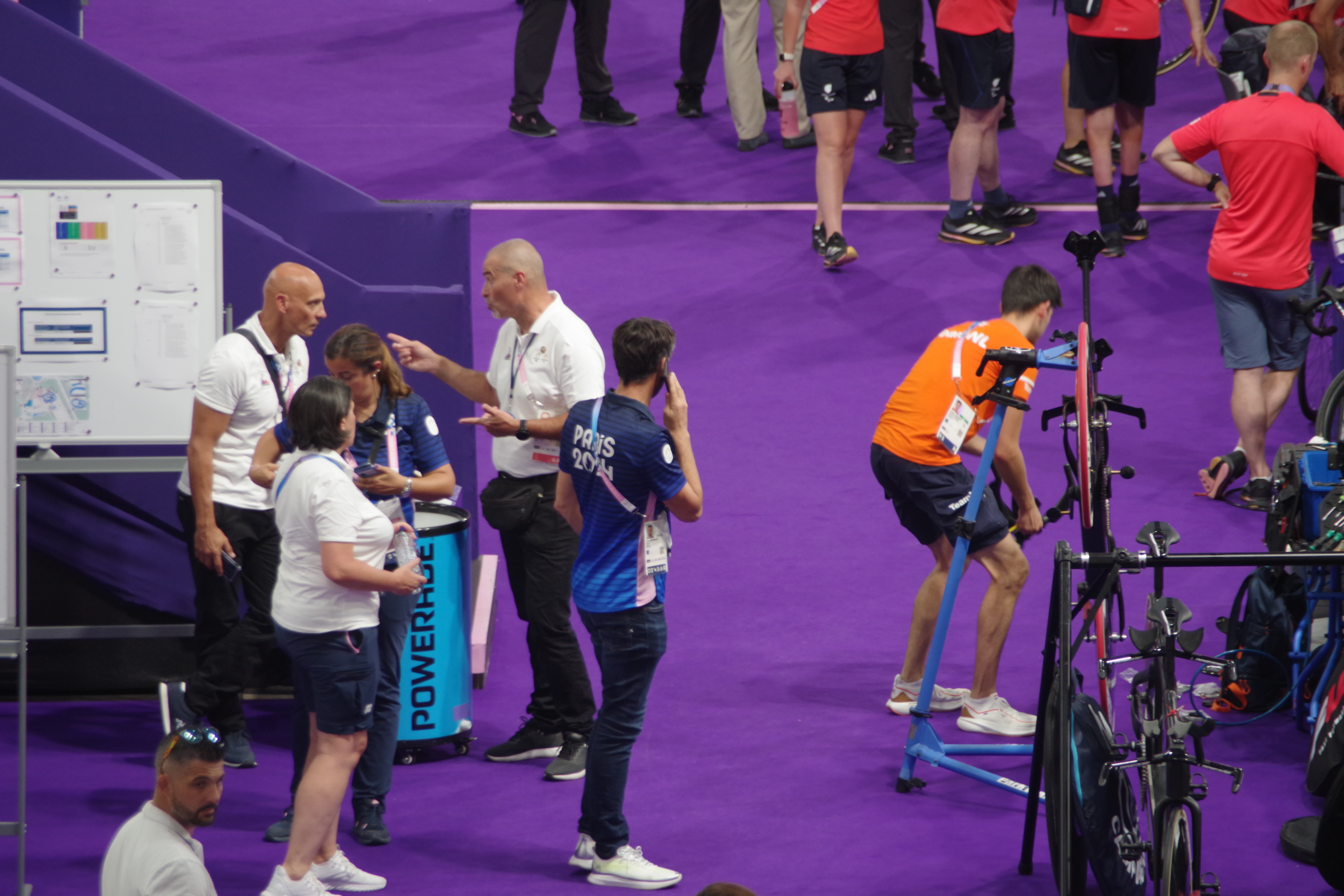
Tony Estanguet lors des jeux paralympiques de Paris 2024

En février 2024, Estanguet est visé par une enquête ouverte par le parquet national financier portant sur les conditions de sa rémunération. Il perçoit en effet une rémunération annuelle de 270 000 € bruts, selon des chiffres communiqués par le Comité d'organisation des Jeux olympiques de Paris (Cojop) en 2018. Or le comité est une association de type loi de 1901. Certains médias évoquent le fait qu'il s'agit d'un régime juridique qui encadre la rémunération de certains dirigeants en la plafonnant à des niveaux sensiblement inférieurs,. Cependant, le comité est une association à but lucratif, notamment parce qu’elle est financée en quasi-totalité par des revenus commerciaux. À l’inverse des associations non lucratives, la rémunération de ses dirigeants n’est donc pas soumise à un plafond,.
Quelques jours avant le début des Jeux, le 17 juillet 2024, il se baigne dans la Seine en compagnie de la maire de Paris, Anne Hidalgo, et du préfet de la Région Île-de-France, Marc Guillaume.
Le 11 août 2024, lors de la cérémonie de clôture des Jeux olympiques d'été de 2024, il prononce un discours, dans lequel il déclare : « Un élan est né. Dès le lendemain de la cérémonie, avec les premières médailles, une vague s’est levée. » Il ajoute également : « Nous nous percevions comme un peuple d'irréductibles râleurs, mais nous nous sommes réveillés dans un pays de supporters déchaînés qui ne veulent plus s'arrêter de chanter », en référence au soutien et à la ferveur des Françaises et Français.
Vendredi 20 décembre 2024, Tony Estanguet annonce via une publication sur les réseaux sociaux qu'il met fin à sa mission de président du Cojo de Paris 2024.

## Palmarès

### Jeux olympiques d'été
- Champion olympique aux Jeux olympiques de Sydney en 2000 ;
- Champion olympique aux Jeux olympiques d'Athènes en 2004 ;
- Demi-finaliste aux Jeux olympiques de Pékin en 2008 ;
- Champion olympique aux Jeux olympiques de Londres en 2012.

### Championnats du monde de canoë-kayak
- Individuel :
  - 2003 : Vice-champion à Augsbourg
  - 2005 : Vice-champion à Sydney
  - 2006 : Champion à Prague
  - 2007 : Vice-champion à Foz do Iguaçu
  - 2009 : Champion à Seu d'Urgell
  - 2010 : Champion à Tacen

- Par équipes :
  - 3e en 1999
  - 2e en 2003
  - 1er en 2005 et 2007

### Championnats d'Europe de canoë-kayak
- Individuel :
  - 2000 : Champion
  - 2002 : Vice-champion
  - 2006 : Champion
  - 2011 : Champion à Seu d'Urgell
  - 2012 : Vice-champion à Augsbourg

- Par équipes :
  - 2e en 2009
  - 3e en 2010 et 2012
  - 1er en 2011 à Seu d'Urgell

### Championnats de France de canoë-kayak
- Neuf fois champion de France (1997, 1999, 2000, 2003, 2004, 2005, 2006, 2007, 2009)

### Coupe du monde de canoë-kayak
- 1996 : 1re victoire en Coupe du monde senior à Prague
- 2000 : vainqueur de deux étapes
- 2003 : vainqueur
- 2004 : vainqueur
- 2008 : vainqueur de deux étapes
- 2009 : vainqueur de la finale en Allemagne
- 2010 : médaille d'argent sur deux étapes (Espagne et Allemagne)

## Distinctions
- Commandeur de la Légion d'honneur (promotion par décret du 29 janvier 2025)[36]
  - Promu officier le 31 décembre 2012[37], il est fait officier le 1er mars 2013[36]
  - Nommé chevalier le 31 octobre 2000[38], il est fait chevalier le 6 novembre 2000[37]
- Commandeur de l'ordre national du Mérite (promotion par décret du 24 septembre 2004)[39]
- Ordre olympique échelon or (Comité international olympique), le 12 août 2024[40]
- Nommé ambassadeur du développement durable par la Ministre des sports Chantal Jouanno en 2011[41]
- Gloire du sport en 2024[42].